# خوان کوادرادو
خوان کوادرادو (اسپانیایی: Juan Guillermo Cuadrado Bello‎؛ زاده ۲۶ مهٔ ۱۹۸۸) بازیکن فوتبال اهل کلمبیا است که در پست هافبک راست برای پیزا  بازی می‌کند.

## آمار ملی

### بازی‌های ملی
تا تاریخ ۷ سپتامبر ۲۰۲۳
| تیم ملی فوتبال کلمبیا | تیم ملی فوتبال کلمبیا | تیم ملی فوتبال کلمبیا | تیم ملی فوتبال کلمبیا |
| سال                   | بازی                  | گل                    | پاس گل                |
| --------------------- | --------------------- | --------------------- | --------------------- |
| ۲۰۱۰                  | ۴                     | ۱                     | ۰                     |
| ۲۰۱۱                  | ۴                     | ۰                     | ۰                     |
| ۲۰۱۲                  | ۷                     | ۲                     | ۰                     |
| ۲۰۱۳                  | ۱۱                    | ۰                     | ۱                     |
| ۲۰۱۴                  | ۱۱                    | ۲                     | ۴                     |
| ۲۰۱۵                  | ۹                     | ۰                     | ۲                     |
| ۲۰۱۶                  | ۱۴                    | ۱                     | ۳                     |
| ۲۰۱۷                  | ۸                     | ۱                     | ۱                     |
| ۲۰۱۸                  | ۹                     | ۱                     | ۲                     |
| ۲۰۱۹                  | ۱۲                    | ۰                     | ۱                     |
| ۲۰۲۰                  | ۴                     | ۰                     | ۱                     |
| ۲۰۲۱                  | ۱۵                    | ۲                     | ۲                     |
| ۲۰۲۲                  | ۵                     | ۰                     | ۲                     |
| ۲۰۲۳                  | ۳                     | ۱                     | ۱                     |
| مجموع                 | ۱۱۶                   | ۱۱                    | ۲۰                    |

### گل‌های ملی
| شماره | تاریخ          | میزبان       | بازی ملی | حریف     | نتیجه | رقابت                  |
| ----- | -------------- | ------------ | -------- | -------- | ----- | ---------------------- |
| ۱     | ۳ سپتامبر ۲۰۱۰ | پورتو لاکروز | ۱        | ونزوئلا  | ۲–۰   | دوستانه                |
| ۲     | ۲۹ فوریه ۲۰۱۲  | میامی        | ۹        | مکزیک    | ۲–۰   | دوستانه                |
| ۳     | ۱۴ نوامبر ۲۰۱۲ | رادرفورد     | ۱۵       | برزیل    | ۱–۱   | دوستانه                |
| ۴     | ۶ ژوئن ۲۰۱۴    | بوئنوس آیرس  | ۲۸       | اردن     | ۳–۰   | دوستانه                |
| ۵     | ۲۴ ژوئن ۲۰۱۴   | کویابا       | ۳۱       | ژاپن     | ۴–۱   | جام جهانی ۲۰۱۴ برزیل   |
| ۶     | ۲۹ مه ۲۰۱۶     | میامی        | ۴۹       | هائیتی   | ۳–۱   | دوستانه                |
| ۷     | ۲۸ مارس ۲۰۱۷   | کیتو         | ۶۲       | اکوادور  | ۲–۰   | مقدماتی جام جهانی ۲۰۱۸ |
| ۸     | ۲۴ ژوئن ۲۰۱۸   | کازان        | ۷۱       | لهستان   | ۳–۰   | جام جهانی ۲۰۱۸ روسیه   |
| ۹     | ۹ ژوئیه ۲۰۲۱   | برازیلیا     | ۱۰۱      | پرو      | ۳–۲   | کوپا آمریکا ۲۰۲۱       |
| ۱۰    | ۵ سپتامبر ۲۰۲۱ | آسونسیون     | ۱۰۳      | پاراگوئه | ۱–۱   | مقدماتی جام جهانی ۲۰۲۲ |
| ۱۱    | ۲۰ ژوئن ۲۰۲۳   | گلزنکیرشن    | ۱۱۵      | آلمان    | ۲–۰   | دوستانه                |

## افتخارات

### باشگاهی
چلسی
- لیگ جزیره(۱): ۱۵–۲۰۱۴
- جام اتحادیه فوتبال انگلستان(۱): ۱۵–۲۰۱۴

یوونتوس
- سری آ(۵): ۱۶–۲۰۱۵، ۱۷–۲۰۱۶، ۱۸–۲۰۱۷، ۱۹–۲۰۱۸، ۲۰–۲۰۱۹
- جام حذفی فوتبال ایتالیا(۴): ۱۶–۲۰۱۵، ۱۷–۲۰۱۶، ۱۸–۲۰۱۷، ۲۱–۲۰۲۰
- سوپرجام فوتبال ایتالیا(۲): ۲۰۱۸، ۲۰۲۰

اینترمیلان
- سری آ(۱): ۲۴–۲۰۲۳
- سوپر جام فوتبال ایتالیا(۱): ۲۰۲۳

### شخصی
- اقای پاس گل جام جهانی فوتبال ۲۰۱۴